# Paullinia capreolata
Paullinia capreolata är en kinesträdsväxtart som först beskrevs av Jean Baptiste Christophe Fusée Aublet, och fick sitt nu gällande namn av Ludwig Radlkofer. Paullinia capreolata ingår i släktet Paullinia och familjen kinesträdsväxter. Inga underarter finns listade i Catalogue of Life.